# Jara gospoda (film)
Jára gospôda je slovenski (jugoslovanski) igrani film iz leta 1953. Scenarij je Bojan Stupica (tudi režiser in igralec) napisal na osnovi istoimenske povesti Janka Kersnika. Film je bil nominiram za zlatega leva na Beneškem filmskem festivalu.

## Igralci
- Vladimir Skrbinšek kot Tine pl. Mali
- Elvira Kralj kot Tercijalka
- Ljudevit Pristavec kot sodni pisar
- Ciril Medved kot sitna kmetica
- Janez Cesar kot pravdarski kmet
- Metka Bučar kot postarna gospodična
- Maša Slavec kot postarana gospodična
- Drago Zupan kot Pl. Orel
- Ivan Mrak kot Pianist
- Luce Florentini kot Pepe - Zozef
- Lojze Drenovec kot penzionist
- Stane Sever kot Pavle
- Stane Potokar kot možakar
- Marija Nablocka kot Madam Lili
- Mila Kačič kot kuharica
- Josip Daneš kot komodni Dunajčan
- France Kosmač kot Komi z zobotrebcem
- Tina Leon kot Julija
- Ante Gnidovec kot gostilničar
- Nežka Gorjup kot Gospa z dežnikom
- Lili Novy kot Dunajčanka
- Duša Počkaj kot Blondinka
- Helmut Turzansky kot Baron Herbert
- Zvone Sintič kot avskultant
- Bojan Stupica kot dr. Andrej Vrbanoj
- Mira Stupica kot Ančka